# Beilen
Beilen è una località e un'ex-municipalità dei Paesi Bassi situata nella provincia di Drenthe. Soppressa il 1º gennaio 1998, il suo territorio:
- in parte è andato a costituire, insieme al territorio della ex-municipalità di Smilde e a parte del territorio di Westerbork, Ruinen e Zweeloo, la municipalità di Middenveld, nel quale è entrato a far parte anche il centro abitato diventandone il capoluogo;
- in parte è andato a costituire, insieme al territorio delle ex-municipalità di Diever, Dwingeloo, Havelte e Vledder e a parte del territorio di Ruinen, la municipalità di Westerveld;
- in parte è stato incorporato in quello della municipalità di Hoogeveen.[1]